# Graphium antiphates

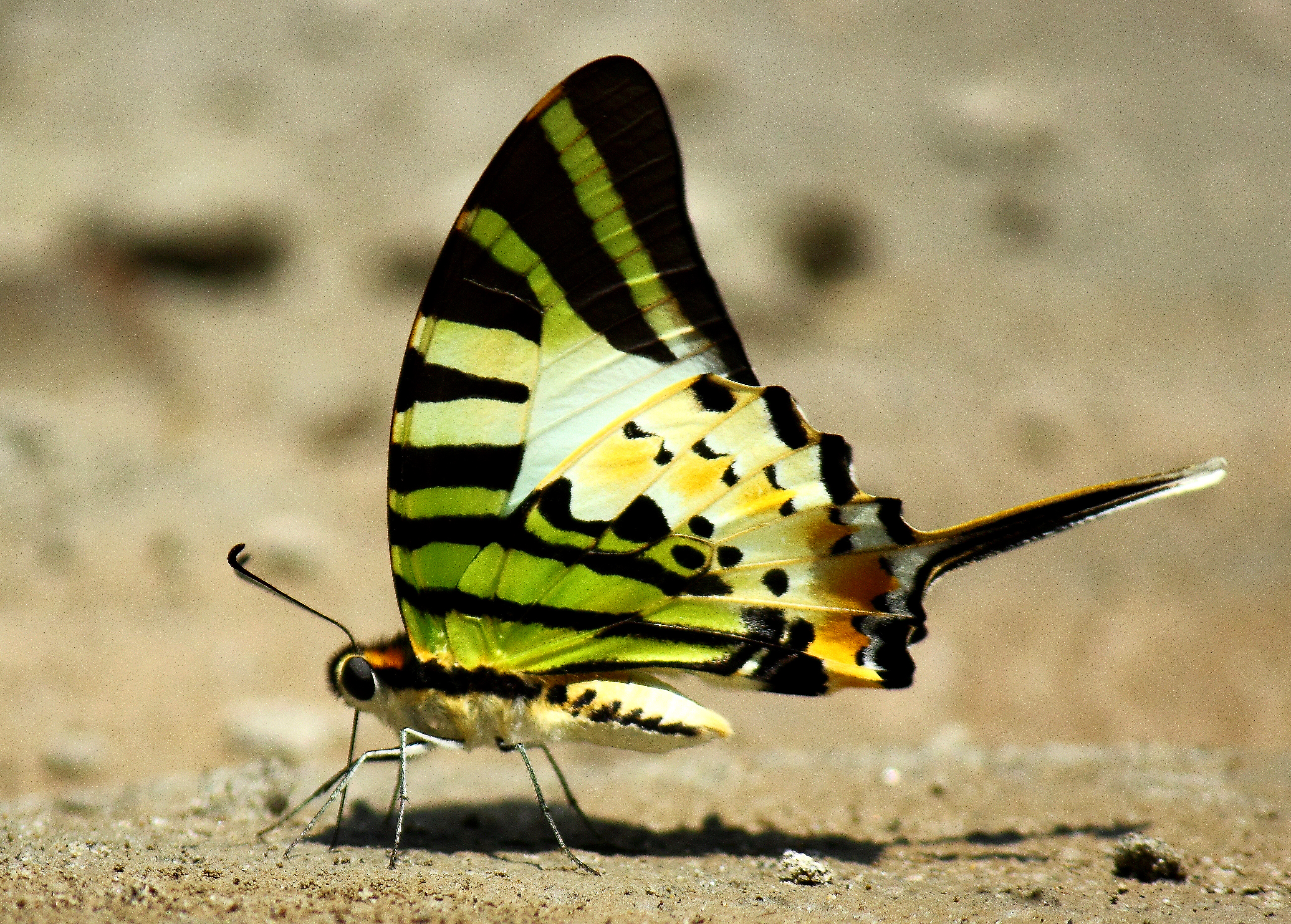
Flügelunterseite

Graphium antiphates ist ein in Asien vorkommender Schmetterling aus der Familie der Ritterfalter (Papilionidae) und der Unterfamilie der Schwalbenschwänze (Papilioninae).

## Merkmale

### Falter
Die durchschnittliche Flügelspannweite der Falter beträgt 55 bis 70 Millimeter. Einzelne Weibchen können 100 Millimeter erreichen. Zwischen den Geschlechtern besteht kein Sexualdimorphismus, da Männchen und Weibchen die gleichen Zeichnungselemente aufweisen. Die Flügeloberseiten sind cremig bis rein weiß. Vom Vorderrand verlaufen auf der Vorderflügeloberseite fünf schwarze Streifen bis zur Medianader oder knapp darüber hinaus. Im englischen Sprachgebrauch wird die Art deshalb als Five-bar Swordtail (Fünfstrich-Schwertschwanz) bezeichnet. Zwei weitere, breitere und längere schwarze Streifen verlaufen entlang der Submarginalregion sowie am Außenrand. Der Bereich zwischen den äußeren und inneren Streifen ist grünlich gefärbt. Am grau gefärbten Analwinkel der Hinterflügel befinden sich lange schwarze Schwanzfortsätze. Die Zeichnung der Unterseite gleicht der Oberseite, ist jedoch intensiver grünlich und gelblich gefärbt. Auch die schwarzen Streifen sind deutlicher ausgeprägt. Am Analwinkel hebt sich ein rotbrauner Bereich ab.

### Präimaginalstadien
Das Ei ist kugelrund, glatt und cremig weiß bis hellgelb gefärbt. Der Durchmesser beträgt ca. einen Millimeter.
Die Raupe ist in ihrem ersten Stadium dunkelgrau und schwarz geringelt und zeigt auf der gesamten Körperoberfläche kurze, verzweigte Dornen. Im dritten und vierten Stadium zeigen die Raupen kurze, seitliche Stacheln an den vorderen drei Thoraxsegmenten sowie am Analsegment. Die ausgewachsene Raupe ist ockerfarben, dunkelbraun geringelt und besitzt einen breiten dunklen Seitenstreifen in dem sich weißliche Stigmen abheben. Es treten auch Exemplare mit heller rötlicher Grundfärbung auf.
Die Puppe hat eine gestreckte Form, ist überwiegend grün gefärbt und besitzt am Hinterkopf einen bräunlichen hornartigen Auswuchs. Sie wird als Gürtelpuppe an Zweigen oder Blättern befestigt.

### Ähnliche Arten
Die Falter der farblich und ähnlich gezeichneten Art Graphium agetes unterscheiden sich dadurch, dass auf der Vorderflügeloberseite nur vier schwarze Streifen verlaufen, weshalb sie im englischen Sprachgebrauch als Four-bar Swordtail (Vierstrich-Schwertschwanz) bezeichnet werden.

## Verbreitung, Unterarten und Lebensraum

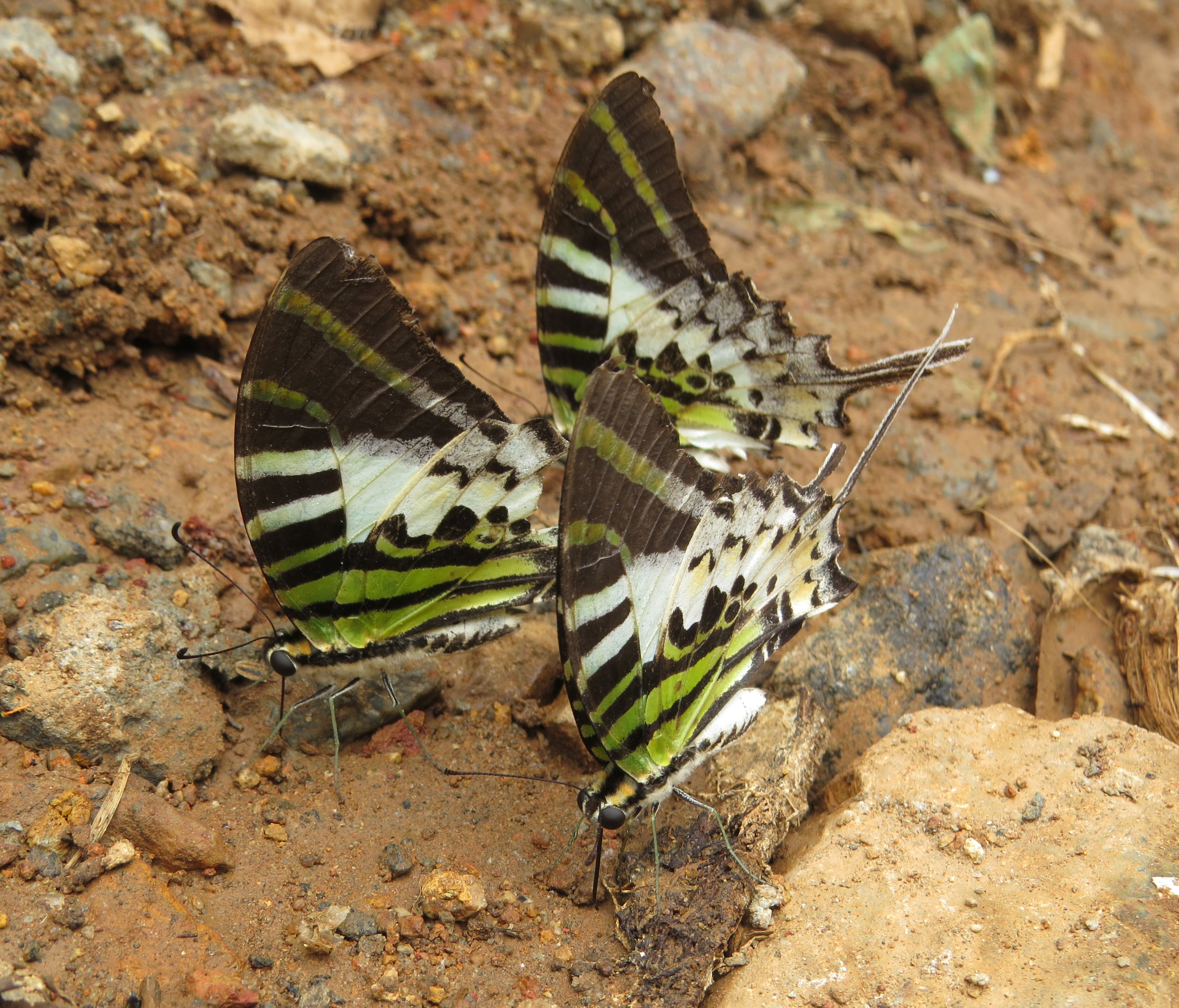
Graphium antiphates beim Saugen an feuchter Bodenstelle

Die Art kommt von Indien und Sri Lanka über das gesamte indochinesische Gebiet bis in den Süden Chinas verbreitet vor. In den verschiedenen Vorkommensgebieten werden derzeit zwölf Unterarten klassifiziert. Graphium antiphates besiedelt bevorzugt Regenwälder.

## Lebensweise
Die Falter fliegen in mehreren Generationen im Jahr. Die Eier werden meist einzeln auf der Unterseite von jungen Blättern der Nahrungspflanze abgelegt. Sie benötigen drei Tage bis zum Schlüpfen der Raupen, die zunächst die Eihülle fressen und dann fünf Stadien bis zur Verpuppung durchlaufen. Die Puppenzeit beträgt durchschnittlich elf bis zwölf Tage. Während die Weibchen zur Nektaraufnahme Blüten besuchen, saugen die Männchen zuweilen in großer Anzahl am Boden an feuchten Erdstellen, um Flüssigkeiten sowie Mineralstoffe aufzunehmen. Die Raupen ernähren sich polyphag von den Blättern verschiedener Annonengewächsen (Annonaceae).